# Bataille de Nauplie (1822)
Pour les articles homonymes, voir bataille de Nauplie.

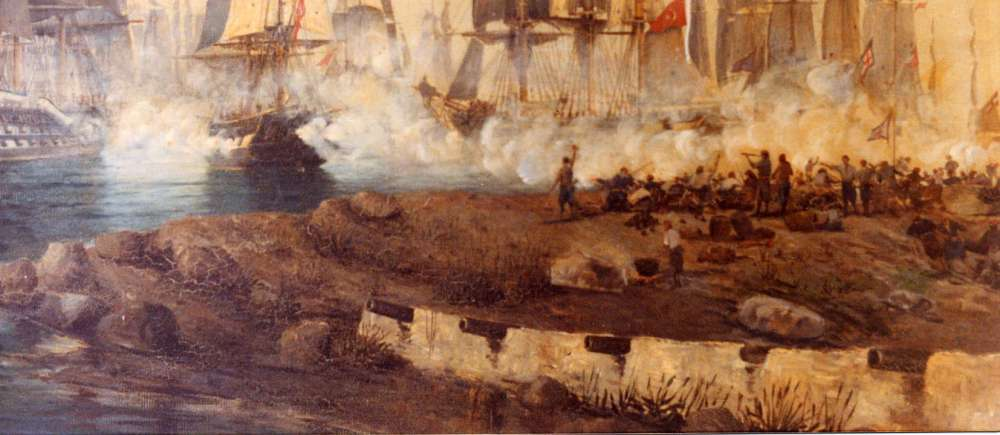
La « bataille navale de Spetses » et le poste à canons à l'entrée du Vieux-Port, sous les ordres de Hatzigiannis Mexis. Peinture à l'huile de Ioannis Koutsis, 1887 ; exposée au Musée de Spetses.

La bataille de Nauplie ou bataille de Spetses est une série d'engagements navals qui se déroulèrent du 8 au 13 septembre (calendrier ancien) 1822 dans le golfe de Nauplie (golfe Argolique) entre la flotte grecque et la flotte ottomane pendant la guerre d'indépendance grecque.
Bien qu'aucun des deux camps n'ait subi de pertes significatives (selon les descriptions générales, il s'agissait d'une canonnade distante et inefficace entre les deux flottes), les Ottomans se sont retirés après trois tentatives infructueuses de percer la flotte grecque, et la bataille est considérée comme une victoire grecque. La flotte ottomane de quatre-vingt-quatorze navires sous le commandement de Mohammed Ali (en) a été envoyée pour détruire les forces grecques à Hydra et Spetses et pour soulager la garnison ottomane assiégée à Nauplie (Nafplio).
La flotte grecque était commandée par l'amiral Andreas Vokos Miaoulis. Miaoulis base sa stratégie sur celle d'un ancien amiral grec Thémistocle à la bataille de Salamine, espérant attirer la flotte ottomane – supérieure en nombre et en technologie – dans un détroit afin de la priver de sa liberté de manœuvre. Il divise ses forces (seize brûlots et cinquante-six navires) en trois escadrons, dont la mission de l'un était d'attirer les Ottomans dans le détroit, un autre de les engager s'ils tombaient dans le piège, et le dernier était de défendre la côte grecque entre Spetses et le Péloponnèse au cas où les Ottomans voudraient débarquer des troupes au sol.
Le premier engagement eut lieu le 8 septembre. Des vents calmes empêchent les Grecs d'effectuer leur retrait prévu, et deux brûlots sont perdus au cours d'un engagement de six heures ; Cependant, les Ottomans se retirent pour se regrouper plutôt que de continuer à attaquer – selon l'historien grec Anastasios Orlandos, la retraite de la flotte ottomane est initiée grâce aux actions du capitaine Kosmas Barbatsis (1792-1887) qui dirige son brûlot contre le vaisseau amiral ottoman, qui s'enfuit pour l'éviter, suivi par les autres navires ottomans.
Le 10 septembre, les Ottomans tentent une autre percée, mais reculent à nouveau avant que le piège grec ne soit tendu.
Enfin une troisième attaque a lieu le 13 septembre ; d'après Varfis, un brûlot coule un brick ottoman : cette seule perte brise les espoirs ottomans, et ils choisissent de battre en retraite.
Après la bataille, le vice-amiral ottoman est décapité pour sa perte.
La bataille est considérée comme une victoire majeure pour Miaoulis, qui aurait reçu « un accueil en héros » à son retour. Peu de temps après la bataille, le siège de Nauplie a prend fin lorsque la garnison ottomane de Nauplie capitule et rend les forteresses de Nauplie en décembre.